# 版书镇
版书乡，是中华人民共和国安徽省宣城市旌德县下辖的一个乡镇级行政单位。

## 行政区划
版书乡下辖以下地区：
版书村、隐龙村、南关村、江坑村、龙川村和白沙村。